# Nemanja Dangubić
Nemanja Dangubić (en serbe : Немања Дангубић), né le 13 avril 1993, à Pančevo, en Serbie, est un joueur serbe de basket-ball. Il évolue au poste d'arrière.

## Biographie
Formé au KK Hemofarm, Dangubić rejoint le KK Mega Vizura, club qui réunit de nombreux jeunes joueurs serbes en 2012. Il joue deux saisons au niveau professionnel.
En juin 2014, il se présente à la draft 2014 de la NBA et est choisi par les 76ers de Philadelphie en 54e position. Les droits NBA de Dangubić sont envoyés aux Spurs de San Antonio dans la soirée.
En juillet 2014, Dangubić signe un contrat de 3 ans avec l'Étoile rouge de Belgrade.
En septembre 2018, Dangubić signe un contrat d'un an avec le Bayern Munich.
En juillet 2019, Dangubić rejoint l'Estudiantes Madrid avec un contrat d'un an.

## Palmarès
- Champion d'Allemagne 2018 et 2019 avec le Bayern Munich